# Номженское сельское поселение
Но́мженское се́льское поселе́ние — муниципальное образование в Нейском районе Костромской области.
Административный центр — посёлок Номжа.

## История
Номженское сельское поселение образовано 30 декабря 2004 года в соответствии с Законом Костромской области № 237-ЗКО, установлены статус и границы муниципального образования.
Законом Костромской области от 18 марта 2021 года № 65-7-ЗКО упразднено в связи с преобразованием муниципального района город Нея и Нейский район в Нейский муниципальный округ.

## Население
| 2008 | 2010 | 2012 | 2013 | 2014 | 2015 | 2016 |
| ---- | ---- | ---- | ---- | ---- | ---- | ---- |
| 731  | ↗746 | ↘723 | ↘699 | ↘666 | ↘661 | ↘645 |
| 2017 | 2018 | 2019 | 2020 |      |      |      |
| ↘621 | ↘595 | ↘572 | ↘570 |      |      |      |

## Состав сельского поселения
| № | Населённый пункт | Тип населённого пункта          | Население |
| - | ---------------- | ------------------------------- | --------- |
| 1 | Номжа            | посёлок, административный центр | ↘570      |